# Fredsbanketten i Nürnberg 1649

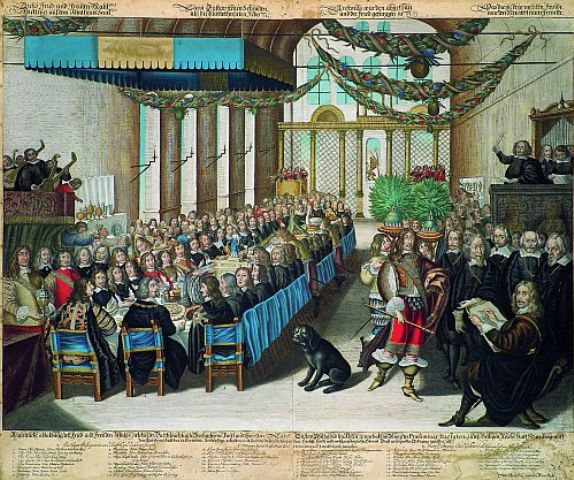
Pfalzgreven Karl Gustavs festmåltid i Nürnberg. Kopparstick utfört av Wolfgang Kilian efter Joachim von Sandrarts målning.

Fredsbanketten i Nürnberg 1649 genomfördes  25 september 1649 i anslutning till Fredskonferensen i Nürnberg 1649-1650.

## Fredskonferensen i Nürnberg 1649-1650
År 1648 slöts den Westfaliska freden som avslutade det trettioåriga kriget. Trots detta hade inte alla frågor lösts och i synnerhet inte de av mer praktisk karaktär. Därför höll man också en fredkonferens i Nürnberg 1649-50. I huvudsak handlade denna konferens om truppernas avdankning, krigsersättningar och återställandet av ockuperade fästningar. Av denna anledning kom furstar, diplomater och sändebud från hela Europa att befinna sig i Nürnberg. Detta medförde ett behov av ståndsmässig representation och ett sätt att fylla detta behov var under 1600-talet att hålla banketter. På detta sätt firade man vunna segrar, ingångna fredtraktat och andra viktiga händelser inom kungamakten och aristokratin. Genom att hålla banketter kunde också värden manifestera sin sociala status och samhälleliga position.

## Banketten
Fredsbanketten i Nürnberg var i sin samtid ingen obetydlig händelse. I den tryckta krönikan Theatrum Europeums sjätte band finns en beskrivning av denna tillställning. Banketten omtalas också i Ordinari Post Tijdender (Sveriges första tidning). Den ansågs också så pass betydelsefull att den förevigades av konstnären Joachim von Sandrart i en målning som idag hänger i Nürnbergs rådhus.
Den 25 september 1649 var Nürnbergs rådhus platsen för denna omfattande bankett som inleddes mitt på dagen och höll på till tolv på natten. Den stora salen hade smyckats med väggdekorationer och tre stora kronor varemellan det hängde festonger bestående av 30 olika slags blommor och levande frukter som knutits samman med guldtråd. I vart och ett av salens fyra hörn fanns musikläktare uppbyggda och längs  långsidorna hade stora bufféer, för olika typer av servering,  dukats upp. På själva middagsborden fanns två stora skåderätter. De var alltså primärt till för att betraktas och anspelade på bankettens tema. Den ena var ett stort sexkantigt berg som hade delats i tre delar. Varje del symboliserade en av de stora parterna i fredsförhandlingarna. Den kejserliga delen var fylld med frukt, den franska av blommor och den tredje, svenska delen bestod av snöiga klippor. På berget stod också tre nymfer som var och en representerade dessa tre parter. Den andra stora skåderätten utgjordes av en stor "enighetens" triumfbåge som smyckades av de romerska gudinnorna Concordia (endräkten) och Victoria (segern) samt de sju planeterna och deras emblem. Mellan dessa två skåderätter fanns en springbrunn som sprutade rosenvatten.
Det var till denna sal som sändebud och delegater från  fördes av hovmarskalken Schlippenbach. Efter en bön bars fem vattenkannor och handfat av silver omkring för att deltagarna skulle kunna delta i den ceremoniella handtvagningen. Så stämde musiken upp och man sjöng te deum och olika psalmer.
Totalt serverades fyra stycken anrättningar om 150 maträtter vardera. Därefter bars femte och sjätte anrättningarna in som bestod av desserter. Även maten kunde ta spektakulära former och frukt serverades från inburna små fruktträd och konfekt bestående av kanderade blommor och marsipan på silverfat.
Inte heller den stora folkmassan som samlats utanför lämnades lottlösa. Man delade ut köttet från två oxar och bröd till de fattiga. Från ett av fönstren i rådhussalen sprutade ett skulpterat trälejon ut rött och vitt vin i sex timmar. Lejonet hade en palmkvist i ena tassen och ett avbrutet svärd i den andra.
Till banketten hörde också skålande till såväl drottning Kristinas som kejsarens ära och man sköt salut från gården utanför. Måltiden avslutades med att Karl Gustav och en av hans generaler, Carl Gustaf Wrangel samt den kejserlige generalen Piccolomini tågade runt som musketerare under avlossandet av muskötsalvor och därefter lämnade man banketten i god ordning.